# Fernando José (ator)
Fernando José Ferreira Lopes (Ubaitaba, 19 de março de 1927 - Volta Redonda, 14 de outubro de 2014) foi um ator brasileiro.

## Carreira
Era formado em Artes Cênicas, tendo estreado profissionalmente em 1958, no espetáculo O Rapto das Cebolinhas onde interpretou o Detetive Camaleão. Ainda em teatro participaria de diversas montagens ao longo de sua carreira, dentre elas destacando-se Vestido de Noiva, de Nelson Rodrigues, em 1976. 
Em [[televisão estreara em 1967, na telenovela Sangue e Areia, da TV Globo. Ao longo de sua carreira na televisão, participou de diversas produções da TV Globo até o ano de 2005. 
No cinema estreara em 1969, participando dos filmes Tempo de Violência, Os Raptores e Bonga, o Vagabundo. Participou de importantes filme nacionais, sendo o último Edifício Master, de Eduardo Coutinho. 
Afastou-se da vida pública em 2005, devido a problemas de saúde. 

## Filmografia

### No cinema
| Ano  | Título                                                | Personagem                       | Notas                        |
| ---- | ----------------------------------------------------- | -------------------------------- | ---------------------------- |
| 2003 | Bala Perdida                                          | Jogador de carteado              | Curta-metragem               |
| 2002 | Edifício Master                                       | Ele mesmo                        | Documentário                 |
| 1999 | Mauá - O Imperador e o Rei                            | Militar                          |                              |
| 1984 | A Filha dos Trapalhões                                | —                                |                              |
| 1984 | Os Trapalhões e o Mágico de Oróz                      | —                                |                              |
| 1983 | Estranhas Relações                                    | Antiquário                       |                              |
| 1982 | Escalada da Violência                                 | Médico                           |                              |
| 1982 | O Sonho Não Acabou                                    | Pai de Lucinha                   |                              |
| 1982 | Os Vagabundos Trapalhões                              | Fernando                         |                              |
| 1981 | O Sequestro                                           | Derácio                          |                              |
| 1981 | Rapazes da Calçada                                    | Sr. João                         |                              |
| 1980 | Os Paspalhões em Pinóquio 2000                        | —                                |                              |
| 1980 | Um Menino... Uma Mulher                               | Juiz                             |                              |
| 1979 | O Caso Cláudia                                        | Sevilho                          |                              |
| 1979 | Eu Matei Lúcio Flávio                                 | Secretário de Segurança          |                              |
| 1979 | Vamos Cantar Disco Baby                               | Magalhães                        |                              |
| 1978 | As 1001 Posições do Amor                              | Doutor Bilu Bilu                 |                              |
| 1978 | As Taradas Atacam                                     | Padre                            |                              |
| 1978 | Manicures a Domicílio                                 | —                                |                              |
| 1978 | O Amante de Minha Mulher                              | Fernando                         |                              |
| 1978 | Elke Maravilha Contra o Homem Atômico                 | Delegado                         |                              |
| 1978 | O Golpe Mais Louco do Mundo                           | Porteiro                         |                              |
| 1978 | Os Sensuais - Crônica de Uma Família Pequeno-Burguesa | Dr. Sabóia                       |                              |
| 1977 | Ódio                                                  | Apresentador da boate            |                              |
| 1977 | O Pequeno Polegar Contra o Dragão Vermelho            | Cientista                        |                              |
| 1976 | As Massagistas Profissionais                          | Jacinto Brochard                 |                              |
| 1976 | O Flagrante                                           | —                                |                              |
| 1976 | As Granfinas e o Camelô                               | Dr. Mendes                       |                              |
| 1976 | Ladrão de Bagdá                                       | Abdul                            | Também Assistente de Direção |
| 1976 | Perdida                                               | —                                |                              |
| 1976 | Tem Folga na Direção                                  | Evaristo                         |                              |
| 1975 | Com as Calças na Mão                                  | Dr. Eduardo                      |                              |
| 1975 | Quando as Mulheres Querem Provas                      | Antônio                          |                              |
| 1975 | Ana, a Libertina                                      | —                                |                              |
| 1975 | O Casal                                               | Orozimbo                         |                              |
| 1975 | Os Condenados                                         | Seu Julinho                      |                              |
| 1974 | Carla, Sedenta de Amor                                | —                                |                              |
| 1974 | O Comprador de Fazendas                               | Farmacêutico                     |                              |
| 1974 | O Filho do Chefão                                     | Zico                             |                              |
| 1974 | Oh! Que Delícia de Patrão                             | —                                |                              |
| 1973 | Divórcio à Brasileira                                 | Delegado                         | [ 2 ]                        |
| 1973 | O Judoka                                              | Marcos Antunes                   |                              |
| 1973 | O Libertino                                           | Alceu                            |                              |
| 1972 | Ali Babá e os Quarenta Ladrões                        | Padre                            |                              |
| 1972 | Salve-se Quem Puder - Rally da Juventude              | —                                |                              |
| 1971 | Como Ganhar na Loteria sem Perder a Esportiva         | —                                |                              |
| 1971 | Dois Perdidos numa Noite Suja                         | Homem assaltado                  |                              |
| 1971 | Edy Sexy, o Agente Positivo                           | —                                |                              |
| 1971 | Vale do Canaã                                         | —                                |                              |
| 1971 | Em Família                                            | —                                | [ 3 ]                        |
| 1970 | Memórias de um Gigolô                                 | —                                |                              |
| 1970 | O Enterro da Cafetina                                 | Rolando                          |                              |
| 1970 | Pais Quadrados... Filhos Avançados                    | —                                |                              |
| 1970 | Simeão, O Boêmio                                      | —                                |                              |
| 1969 | Bonga, o Vagabundo                                    | Médico da ambulância             | Não Creditado                |
| 1969 | Os Raptores                                           | Médico legista                   | Não Creditado                |
| 1969 | Tempo de Violência                                    | Gerente da agência de consórcios |                              |

### Na televisão
| Ano       | Título                        | Personagem                    | Notas                                 |
| --------- | ----------------------------- | ----------------------------- | ------------------------------------- |
| 2005      | Linha Direta                  | Homem doente                  | Episódio: "Zé Arigó"                  |
| 2000      | Você Decide                   | Vários personagens            | 2 episódios                           |
| 1998      | Hilda Furacão                 | Vereador Mário Vaz            |                                       |
| 1998      | Mulher                        | Dr. Francisco                 | Episódio: "Olhos Maternos"            |
| 1996      | Você Decide                   | —                             | Episódio: "Retrato em Preto e Branco" |
| 1995      | Engraçadinha...               | Patrício                      |                                       |
| 1995      | Irmãos Coragem                | Moreira                       |                                       |
| 1994      | A Viagem                      | Membro do Paraíso             |                                       |
| 1993      | Mulheres de Areia             | Benvenutti                    | Participação Especial                 |
| 1992      | Despedida de Solteiro         | Carequinha                    |                                       |
| 1991      | Estados Anysios de Chico City | Vários personagens            |                                       |
| 1991      | Felicidade                    | Padre Antônio                 |                                       |
| 1991      | O Sorriso do Lagarto          | Dr. Simão                     |                                       |
| 1990      | Riacho Doce                   | Eleutério                     |                                       |
| 1990      | Desejo                        | Cliente do Café do Rio        |                                       |
| 1990      | Rainha da Sucata              | Delegado                      |                                       |
| 1989      | Que Rei Sou Eu                | Ferreiro                      |                                       |
| 1989      | O Salvador da Pátria          | Luiz                          |                                       |
| 1988      | Fera Radical                  | Dr.Rui                        |                                       |
| 1987      | Sassaricando                  | Policial                      |                                       |
| 1987      | O Outro                       | Luís Carlos Prestes           |                                       |
| 1986      | Mania de Querer               | Delegado Braga                |                                       |
| 1986      | Sinhá Moça                    | Antônio José Pereira Martinho |                                       |
| 1985      | Roque Santeiro                | Oliveira                      |                                       |
| 1984      | Vereda Tropical               | Marcondes                     |                                       |
| 1984      | Padre Cícero                  | Accioly                       |                                       |
| 1983      | Guerra dos Sexos              | Montanha                      |                                       |
| 1983      | Caso Verdade                  | Seu Aliete                    | Episódio: "Operação Dengoso"          |
| 1983      | Mário Fofoca                  | Ricardo                       | Episódio: "Doce Vampiro"              |
| 1982      | Paraíso                       | Zé do Correio                 |                                       |
| 1982      | Elas por Elas                 | Amigo de Rubão                |                                       |
| 1981      | Terras do Sem-Fim             | Venâncio                      |                                       |
| 1980      | Marina                        | Demóstecles                   |                                       |
| 1980      | Chega Mais                    | Tubarão                       |                                       |
| 1980      | Coração Alado                 | Ronaldo Torres                |                                       |
| 1979      | Pai Herói                     | Mário Renner                  |                                       |
| 1978      | Te Contei?                    | Fred                          |                                       |
| 1978      | Sinal de Alerta               | —                             |                                       |
| 1977      | Nina                          | Anacleto Fonseca              |                                       |
| 1977      | À Sombra dos Laranjais        | Miguel                        |                                       |
| 1976      | O Casarão                     | José Rezende                  |                                       |
| 1975      | Bravo!                        | Josué                         |                                       |
| 1974      | Corrida do Ouro               | Dr. Joe                       |                                       |
| 1974      | Caso Especial                 | Valdemar                      | Episódio: "A Cartomante"              |
| 1973      | Os Ossos do Barão             | Amadeu                        |                                       |
| 1972      | A Patota                      | Oswaldo                       |                                       |
| 1972      | Bicho do Mato                 | Padre Olavo                   |                                       |
| 1970      | Assim na Terra Como no Céu    | Gouveia                       |                                       |
| 1970      | Irmãos Coragem                | Antenor Siqueira              |                                       |
| 1970      | Verão Vermelho                | —                             |                                       |
| 1969      | Véu de Noiva                  | —                             |                                       |
| 1969      | Rosa Rebelde                  | Camilo                        |                                       |
| 1967-1968 | Sangue e Areia                | —                             |                                       |